# Немири на Косову и Метохији 2000.
Немири на Косову и Метохији 2000. (алб. 2000 Trazirat në Kosovë e Metohi) су исход усвајања Резолуције 1244 од 10. јуна 1999. Немири су се водили између КФОР, Албанаца и Срба. Трајали су од 16. фебруара до 6. јуна 2000. Погинуо је непознат број Албанаца и Срба, а непознат је и број повређених, док је миротворац руског контингента КФОР преминуо од прострелних рана, а возила УНМИК су запаљена.

## Позадина
Резолуција 1244 била је одређена да реши озбиљну хуманитарну ситуацију и обезбеди слободан повратак свим избеглицама на простор Косова и Метохије. У Резолуцији се осуђују насиље над цивилним становништвом, као и терористички акти, а подсећа на надлежност и мандат Хашког трибунала. Такође потврђује суверенитет и територијални интегритет Савезне Републике Југославије (СРЈ), истовремено позивајући на аутономију Косова и Метохије. Резолуција је одобрила међународно цивилно и безбедносно присуство на Косову и Метохији. Потврдила је потребу за хитним распоређивањем међународног цивилног и безбедносног присуства и овластила успостављање КФОР. Одговорности међународног безбедносног присуства чиниле су одвраћање нових непријатељстава, праћење повлачења Војске Југославије, демилитаризацију Ослободилачке војске Косова (ОВК) и обезбеђивање безбедног окружења у које би избеглице могле да се врате.
Косовска Митровица је дефакто подељена, а институције северног дела града насељеног Србима и севера Косова и Метохије финансира Србија. Специјални представник УН Бернар Кушнер рекао је о подели: „Морате мислити на реакцију Срба. Једино место где се осећају заштићено је на северу — то је једноставно чињеница”. Насилни немири Албанаца у октобру 1999. довели су до 184 повређених и једне смртне жртве након отпора Срба у покушају да се током септембра спроведу Албанци преко моста на Ибру. Септембра 1999. УНМИК је прихватио трансформацију ОВК у снаге цивилне безбедности које броје 5.000 припадника — Косовски заштитни корпус (КЗК).

## Догађаји
Мост на Ибру који је делио град постао је поприште насилних сукоба између КФОР, Албанаца и Срба. У фебруару у Косовској Митровици погинули су српски полицајац и лекар, а рањена три официра и један лекар. Аутобус УН који је превозио српске избеглице у Косовској Митровици погођен је противтенковском ракетом, а истог месеца је у српски кафић бачена граната. Срби су се побунили, а осам људи је погинуло (7 Албанаца је погинуло у једном инциденту, како је пријављено 5. фебруара), возила УНМИК су изгорела, а француски војници КФОР повређени. Између 2. и 20. фебруара око 1.700 Албанаца, Турака и Бошњака напустило је Косовску Митровицу. Албанци су 16. фебруара напали колону аутобуса убивши 12 Срба. У Гњилану је 26. фебруара убијен угледни српски лекар. Војник руског контингента КФОР преминуо је од прострелних рана задобијених 29. фебруара у Србици. После фебруарских немира, КФОР је повећао свој број војника, који је до тада износио 30.000. Међутим, насиље се наставило, а УНМИК и КФОР су критиковани што нису заштитили Србе.
У међувремену, наочиглед КФОР, основана је Ослободилачка војска Прешева, Медвеђе и Бујановца (ОВПМБ), албанска паравојна формација у јужној Србији, чији су припадници обучавани у Копненој зони безбедности (КЗБ). Неки ветерани ОВК прешли су у ОВПМБ, која је вршила нападе на локалну полицију са намером да Косову и Метохији уступи подручја насељена Албанцима.
СРЈ се 8. марта пожалила на ескалацију насиља, што је доказ који по њиховим речима потврђује да је ОВК и даље активна. Дана 15. марта десила се још једна притужба СРЈ која пожалила КФОР због неуспостављања проширене безбедносне зоне у Косовској Митровици, током које је 16 српских цивила повређено шок-бомбама и сузавцем. СРЈ је деловање КФОР видела као подршку Албанцима, притисак на Србе да се иселе са Косова и Метохије и изразила очекивање да ће КФОР обезбедити сигурност и нормалан живот у Косовској Митровици, „последњем уточишту Срба на Косову и Метохији”. Француски контингент КФОР је наишао на контроверзе, а њихове мере за спречавање немира називане су „кукавичлуком”, заоштравајући односе са другим трупама КФОР и УНМИК. Дански војници су се жалили, а полиција УН се осећала напуштено. У периоду од априла до септембра СРЈ је издала неколико докумената Савету безбедности УН о насиљу над Србима и другим неалбанцима. Дана 6. јуна граната је бачена на гомилу етничких Срба који су чекали аутобус на градском тргу у Грачаници, при чему су три особе повређене, након чега су уследили грађански немири.
Статистика УНМИК о злочинима и застрашивању у Приштини и Гњилану са већинским албанским становништвом 2000. потврдила је раније речи СРЈ о присилном протеривању етничких Срба и других неалбанских мањина.

## Последице
Група наоружаних Албанаца напала је 22. јануара 2001. полицијску станицу у Републици Македонији близу границе са Србијом, односно Косовом и Метохијом, убивши полицајца и ранивши још тројицу, чиме су започели сукоби у Републици Македонији. Паравојна формација Ослободилачка национална армија (ОНА) састојала се од бивших припадника Ослободилачке војске Косова (ОВК) са Косова и Метохије и Републике Македоније, као и припадника Ослободилачке војске Прешева, Медвеђе и Бујановца (ОВПМБ), младих албанских екстремиста и националиста из Републике Македоније и страних исламистичких плаћеника.
У фебруару 2001. разјарена руља Албанаца напала је француски континтент и запалила оклопна возила КФОР након што је једно албанско дете убијено у Косовској Митровици, верујући да је то била провокација Срба. Жртва је био 15-годишњи дечак који је убијен у нападу гранатом, који је уследио након што је одбијање Срба да се дозволи повратак Албанаца у Косовску Митровицу изазвало вишедневне нереде. Дана 16. фебруара 2001. српски аутобус у пратњи КФОР нападнут је у експлозији бомбе на даљинско управљање у близини Подујева, у којој је било 12 мртвих и 40 рањених. У бомбашком нападу у априлу 2001. на Србе у Приштини једна особа је погинула, а четворо је повређено (добровољац ОВК Роланд Бартецко је касније проглашен кривим).
Дана 8. априла 2002. локални Срби су напали и ранили 26 УНМИК полицајаца који су постављали контролни пункт у Косовској Митровици. УНМИК је успоставио своју управу у Косовској Митровици 25. новембра 2002.
Иако су се стопе криминала смањиле 2003, насиље и злочини против српске и других мањина били су забрињавајући. Дана 12. априла 2003. бомба је експлодирала на железничком мосту на северу Косова и Метохије, убивши двоје, међу којима је био и подметач — официр Косовског заштитног корпуса (КЗК). Одговорност је преузела албанска екстремистичка организација. Специјални представник је 17. априла навео групу као терористичку. Дана 19. маја убијен је политичар Србин из Клокота, а нападнута су два стара Србина. У Обилићу су 4. јуна убијена тројица Срба. У августу 2003. експлозивне направе постављене у српској енклави Клокот уништиле су пет кућа Срба, уз неколико повређених, укључујући и два америчка војника КФОР. Дана 13. августа у пуцњави у Гораждевцу убијена су два српска младића, а четворица су рањена. Дана 18. августа, један Србин је умро од рана задобијених у пуцњави 11. августа, а други је тешко рањен у пуцњави на повратничком месту у близини Клине. Дана 31. августа у експлозији у Церници код Гњилана повређена су четири Србина, а један је погинуо. Насилни инциденти додатно су појачали осећај несигурности међу српском мањином, док је УНМИК полиција предузела мере безбедности у мањинским подручјима. Злочин против УНМИК се повећао, при чему је снајпериста убио полицајац УНМИК 3. августа, док је припадник КПС убијен у близини Ђаковице 6. септембра, а на другог припадника КПС пуцано је у Приштини 10. септембра. Ниво насиља је стално растао од краја 2003. Дана 17. марта 2004. поново су избили насилни немири усмерени против Срба, који су због свог обима постали познати као мартовски погром.